# تاكايوكي كوندو
تاكايوكي كوندو (近藤孝行 كوندو تاكايوكي) هو مؤدي أصوات ياباني ولد في 5 يونيو 1978 في محافظة توتوري.

## أدواره في الأنمي

### مسلسلات أنمي تلفزيونية
- يوغي - تريستن (الصوت الأول)
- أمير التنس - شويتشيرو أويشي
- أمير التنس الجديد - شويتشيرو أويشي
- أريا الرصاصة القرمزية - غوكي موتو
- دانس إن ذا فامباير باند - كاميل
- ميري آكلة الأحلام - ديلغا
- نحن ما زلنا لا نعرف اسم الزهرة التي رأيناها ذلك اليوم - بوبو
- أسطول الزجاج - نورديان
- باندورا هارتس - فانغ
- باكومان - شقيق أكيتو تاكاغي
- غوين ساغا - دانغارد، ين فان
- شاكوغان نو شانا - إيتا تاناكا
- شاكوغان نو شانا II - إيتا تاناكا
- شاكوغان نو شانا III(Final) - إيتا تاناكا
- رايلغان معينة خاصة بالعلم - تريك
- بامبكين سيزرز - كارل
- بوسو رينكين - كوجي روكوماسو
- الإبن المتجول - كينتارو كانيدا
- نودامي كانتابيلي - مامورو أوكوتشي
- خادم الصفر F - كاستيلمول
- ماغي: The Labyrinth of Magic - دولج
- باكوجان - كمال
- هيوكا - جونيا ناكاجو
- صراع الطبخ - دوناتو غوتودا
- كلاسروم كرايسس - ساكوغو مايوكا

### أوفا أنمي
- شاكوغان نو شانا S - إيتا تاناكا

## أدواره في ألعاب الفيديو
- فينيكس رايت: إيس أتورني: دوال ديستنيز - فينيكس رايت
- بروجكت X زون 2 - فينيكس رايت

## أدواره في الدبلجة اليابانية
- غلي - جيسي سانت جيمس

## وصلات خارجية
- تاكايوكي كوندو على موقع IMDb (الإنجليزية)
- تاكايوكي كوندو على موقع قاعدة بيانات الفيلم (الإنجليزية)
- تاكايوكي كوندو على موقع كينوبويسك (الروسية)
- تاكايوكي كوندو على موقع كينوبويسك (الروسية)
- تاكايوكي كوندو على موقع ANN person (الإنجليزية)